# 茨木市立郡山小学校
茨木市立郡山小学校（いばらきしりつ こおりやま しょうがっこう）は、大阪府茨木市にある公立小学校。

## 沿革
- 1971年10月1日 - 開校
- 1973年7月18日 - 校歌・校旗制定、プール竣工式
- 1974年9月13日 - 体育館竣工式
- 2001年10月17日 - 大時計設置

## 校区
- 大阪府茨木市 新郡山1丁目・2丁目、井口台

卒業生は基本的に茨木市立豊川中学校に進学する。

## 交通
- 東海道本線（JR京都線）茨木駅より阪急バス郡山団地行き乗車、終点下車徒歩2分